# Pangea Proxima

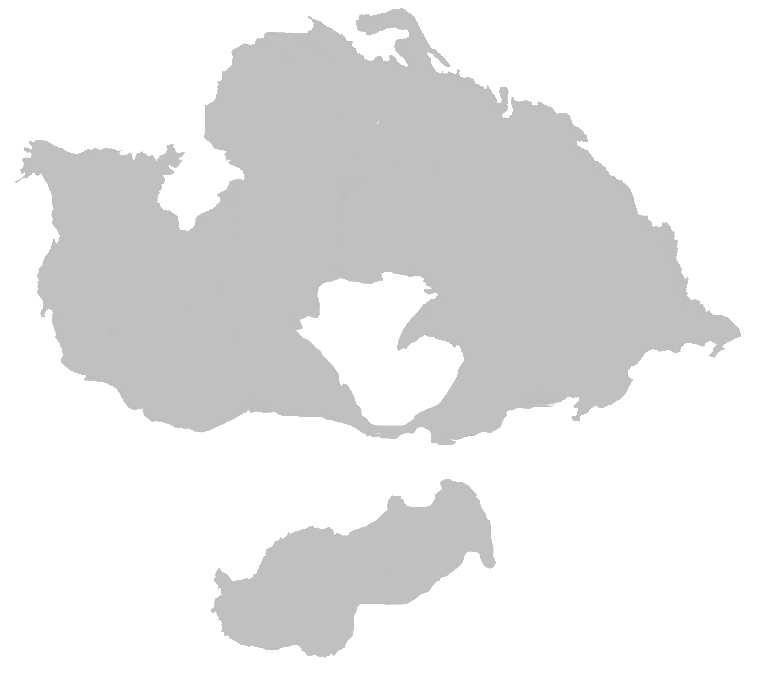
Jedna z możliwych konfiguracji superkontynentu. Rzeczywista linia brzegowa może się znacznie różnić od przedstawionej, głównie ze względu na nieuwzględnienie zmian poziomu morza.

Pangea Proxima (dawniej Pangea Ultima, także Neopangea) – hipotetyczny superkontynent, który może utworzyć się na Ziemi za ok. 250 mln lat na skutek kolizji obu Ameryk z Afryką i Eurazją, po zamknięciu się Oceanu Atlantyckiego.

## Powstanie superkontynentu
Hipoteza powstania tego superkontynentu opiera się na przedłużeniu dzisiejszego ruchu płyt tektonicznych, opisywanego przez teorię wędrówki płyt tektonicznych. Zakłada ona, że w przyszłości dojdzie do powstania nowej strefy subdukcji wzdłuż wschodnich wybrzeży obu Ameryk. Miałoby to doprowadzić do zamknięcia się Atlantyku i połączonego z nim Oceanu Indyjskiego.
Obecnie Ocean Atlantycki konsekwentnie rozszerza się, a według tektoniki płyt Ocean Spokojny się kurczy. Na Atlantyku subdukcja dna oceanicznego dopiero się rozpoczyna w obrębie dwóch rowów oceanicznych – rowu Portorykańskiego, zamykającego od wschodu basen Morza Karaibskiego, oraz rowu Sandwichu Południowego. Ocean ten będzie rozszerzał się jeszcze przez kilkadziesiąt milionów lat, lecz później rowy oceaniczne połączą się, tworząc strukturę ciągnącą się od Antarktydy po Grenlandię, która wydźwignie nowe pasma górskie wzdłuż wschodnich wybrzeży obu Ameryk, a wreszcie pochłonie także Grzbiet Śródatlantycki. Atlantyk zacznie się kurczyć, a w ostateczności zamknie się. Za około 250 mln lat obie Ameryki zderzą się z Afryką (połączoną z Eurazją), tworząc nowy superkontynent.
Autorem tej koncepcji jest Christopher Scotese z University of Texas at Arlington.

## Nazwa
Scotese pierwotnie nazwał ów superkontynent Pangea Ultima („ostateczna Pangea”). Nazwa ta jest szerzej znana, jednak myląca, ponieważ raczej nie będzie to ostatni superkontynent w dziejach Ziemi. Z tego powodu autor koncepcji przemianował kontynent na Pangea Proxima („następna Pangea”).

## Inne koncepcje
Nie jest to jedyny możliwy scenariusz wydarzeń – jest możliwe, że do powstania strefy subdukcji na Atlantyku nie dojdzie, Ocean Spokojny zaniknie, a kontynenty zderzą się w innej konfiguracji, tworząc superkontynent nazywany Amazja.